# Jan Diederik van Tuyll van Serooskerken
 (juin 2025).
Jan Diederik van Tuyll van Serooskerken (1773-1843) fut seigneur de Heeze, Leende et Zesgehuchten. Il épousa Johanna Catharina van Westreenen (1776-1862). Il fut membre du corps législatif.